# Ruschia derenbergiana
Ruschia derenbergiana là một loài thực vật có hoa trong họ Phiên hạnh. Loài này được (Dinter) Cl. Weber miêu tả khoa học đầu tiên năm 1968.